# C12H18O6
化学式C12H18O6（摩尔质量：258.27 g/mol）可指：
- 肯普酸，CAS号：79410-20-1
- 二丙烯酸三乙二醇酯，CAS号：1680-21-3
- 三聚醋酸乙烯酯，CAS号：？

|  | 这个同类索引页列出了具有相同分子式的化学物（即同分異構體）条目。 除非您是有意链接至本页，否则应将相应条目的内部链接指向正确的条目。 |